# دی والکوری
دی والکوری (Die Walküre) عنوان دومین اثر از چهار موسیقی دراماتیک در قالب اپرای حلقه نیبلونگ از آهنگ‌ساز، نویسنده اپرا و رهبر ارکستر، ریشارد واگنر آلمانی است که به عنوان یک اپرای منفرد و جداگانه در ۲۶ ژوئن ۱۸۷۰ اجرا گردید. یکی از مهم‌ترین و تأثیرگذارترین آثار موسیقی اپرایی در تاریخ است.در این اپرای حماسی، والکوری‌ها (زنان جنگجوی اساطیری اسکاندیناوی) نقش مهمی ایفا می‌کنند. موسیقی "دی والکوری" با ارکستراسیون پرقدرت و حماسی خود شناخته شده است و به عنوان یکی از معروف‌ترین قطعات موسیقی کلاسیک شناخته می‌شود.